# 2018年對馬里亞諾·拉霍伊政府的不信任投票
2018年5月31日至6月1日间，西班牙眾議院辯論并表决了對马里亚诺·拉霍伊內閣的不信任動議。该動議由工社党領導人佩德羅·桑切斯提出，起因为5月24日西班牙國家法院在古特爾案中裁決執政的人民党收受回扣。這是西班牙民主转型以來的第四次、以及首次獲通過的不信任動議，也是繼前一年联合我们能黨後對拉霍伊內閣提出的第二次不信任動議。這次動議恰是在1980年5月30日在西班牙進行首次不信任投票38周年後舉行的。
該動議得到180名来自工社黨、联合我们能、加泰罗尼亚共和左翼、加泰羅尼亞歐洲民主黨、巴斯克民族主义党、承諾聯盟、巴斯克地区联合和新加那利的議員支持，導致拉霍伊內閣倒台，桑切斯成為新西班牙首相。投票前幾天内進行的民意調查顯示當時的輿論絕大多數支持該動議。拉霍伊隨後於6月5日宣布辭去人民黨黨魁的職務，並在領導該黨14年後退出政壇。他騰出議會席位，重返圣波拉担任財產登記員。在下台之前，拉霍伊曾暗示他可能不會尋求第三次連任。他的離任引發了人民黨的領導權爭奪戰，巴勃羅·卡薩多當選為新一任黨主席。
在法院裁決公佈前，阿爾韋特·里維拉領導的公民党在2018年大部分時間的民意調查中一直處於領先地位。媒體和政治評論員普遍認為，里維拉在提出該動議期間的飄怱態度，以及其政黨对动议投下反對票，導致政治主動權從公民黨轉向桑切斯的工社黨，後者贏得了所有次年舉行的選舉：大選、市政選舉、地方選舉和歐洲議會選舉。2019年組閣失敗和當年11月的大選最終導致公民黨的支持率崩潰，里維拉亦辭去黨魁職務。

## 背景
西班牙工人社会党（工社党）於2018年5月25日發起該動議。在前一天，國家法院在調查古特爾案期間發現執政的人民党從非法回扣中獲利，並確認自1989年該黨成立以來，人民党在官方會計和融資結構之下，还藏有非法融資結構，并存在非法會計。法院裁定，人民黨透過操縱國家、地區和地方各級公開招標的機制，協助建立“一個真實有效的機構腐敗體系”，同時裁定马里亚诺·拉霍伊作為一名證人在審判期間的證詞並不「真確」。該裁決的嚴重性促使拉霍伊當時的主要議會盟友公民党公開撤回對政府的信任供給，並宣稱該裁決標誌著西班牙政治的转折点，隨後工社黨提出不信任動議。

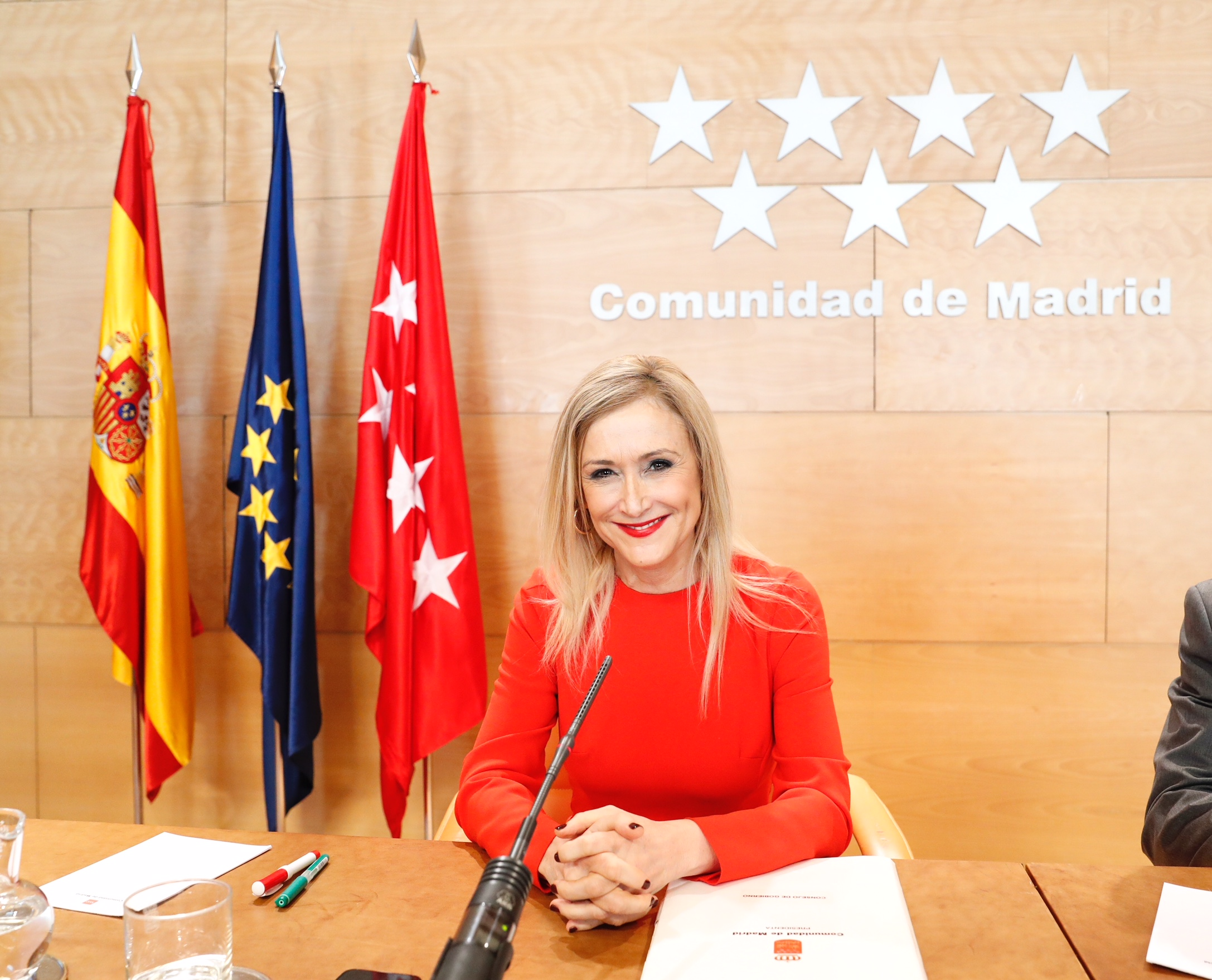
馬德里自治區主席克里斯蒂娜·西富恩特斯於2018年4月17日舉行新聞發布會，她在一周後辭職

少數派人民黨于2016年歷經波折後組建政府，在這項裁決前便受到一系列腐敗醜聞困擾。2017年4月公佈的一系列腐敗調查中，联合我们能（我們能和联合左翼的政治聯盟）曾於當年6月提出過一次未能通過的不信任動議。而在2018年3月公佈的證據中，掲發馬德里自治區主席克里斯蒂娜·西富恩特斯本可以通過欺詐手段獲得胡安·卡洛斯國王大學的碩士學位，到四月，因為該大學和西富恩特斯地方政府被發現試圖透過偽造文書掩蓋醜聞，這已演變成一場全面的醜聞。這宗醜聞，加上網上洩露一段在2011年她因店舖偷竊而被拘留在超市的影片，最終西富恩特斯於2018年4月25日宣布請辭。5月22日，即國家法院對古特爾案裁決公佈的前兩天，前瓦倫西亞自治區主席愛德華多·薩普拉納因涉嫌洗錢和賄賂犯罪而被国民警卫队逮捕。
自2017年6月我們能黨提出的不信任動議以來，拉霍伊及其政府的社會地位也因貪腐醜聞以外的事件而被削弱。其中包括2017年9月加泰隆尼亞政府試圖違反憲法和多種司法裁決舉行獨立公投以及由此強行接管加泰隆尼亞而引發的憲政危機。隨後在12月21日議會選舉（其中更多親工會的公民黨受惠於人民黨選票的暴跌）導致前者在全國民意調查中飆升至第一，並疏遠支持加泰隆尼亞獨立運動的政黨，即加泰罗尼亚共和左翼和加泰羅尼亞歐洲民主黨，並與中央政府的立場更加背離。公民黨在民調中的飆升也見證了主要反對黨——工社黨及其領導人佩德羅·桑切斯（自2016年10月辭職以來不再擔任國會議員）的淡出，他發現自己需要為了他的政黨重奪政治主動權。
最終在2018年5月23日，即裁決公佈的前一天，拉霍伊和他的內閣在巴斯克民族主义党的決定性支持下，以176比171的微弱優勢在眾議院通過當年的預算，巴斯克民族主義黨透過最後一刻的交易能夠倖免於難。儘管後者承諾只要對加泰隆尼亞實行直接統治就不會反對，從而理論上確保政府在2020年之前保持穩定。拉霍伊在那年之後繼續執政引發黨內的一場辯論，因為他曾暗示他可能不會尋求第三次連任。

## 法律條款
1978年西班牙宪法要求，不信任動議必須由眾議院至少十分之一的議員提出——即350名議員中的35名。仿效德國模式，對西班牙的不信任投票具有建設性，因此該動議必需包括另一位首相候選人。不信任動議要獲通過，必須得到眾議院絕對多數的支持。不信任動議提出後至少需要經過五天的時間（稱為「冷靜期」）才能進行投票，但沒有規定最長期限。其他政黨有權在不信任動議提出後的首兩天內提交替代性動議。
|                     | ⒈眾議院可以藉絕對多數議員透過譴責動議來質疑政府的政策。 ⒉譴責動議必須由至少十分之一的議員提出，其中包括政府主席（首相）職位的候選人。 ⒊譴責動議在提交後五天才能進行表決。在此期間的前兩天，可以提交替代性動議。 ⒋如果國會未能通過譴責動議，其發起人不得在同一屆會議上再次提出譴責動議。 |
| ——西班牙憲法第113條 | |

同時，在不信任動議懸而未決的情況下，首相不得解散國會並提前大選。如果動議獲通過，現任首相及其內閣必須向君主提交辭呈，而提出動議的候選人則自動被視為獲得眾議院的信任並立即被任命為首相。如果動議未能通過，該動議的發起人將被禁止在同一屆會議期間提交另一項不信任動議。
《眾議院議事規則》第175至第179條規定不信任動議的程序，該條文規定對動議進行辯論，由發起政黨的其中一名成員進行答辯，沒有任何時間限制。而被提名的候選人同樣進行不限時間的演講來解釋他們的政治綱領。隨後，國會各黨團的發言人可以發言三十分鐘，並有十分鐘的時間進行答覆或糾正。內閣成員可以在辯論期間隨時根據自己的要求發言。

## 事件

### 提交動議及支持

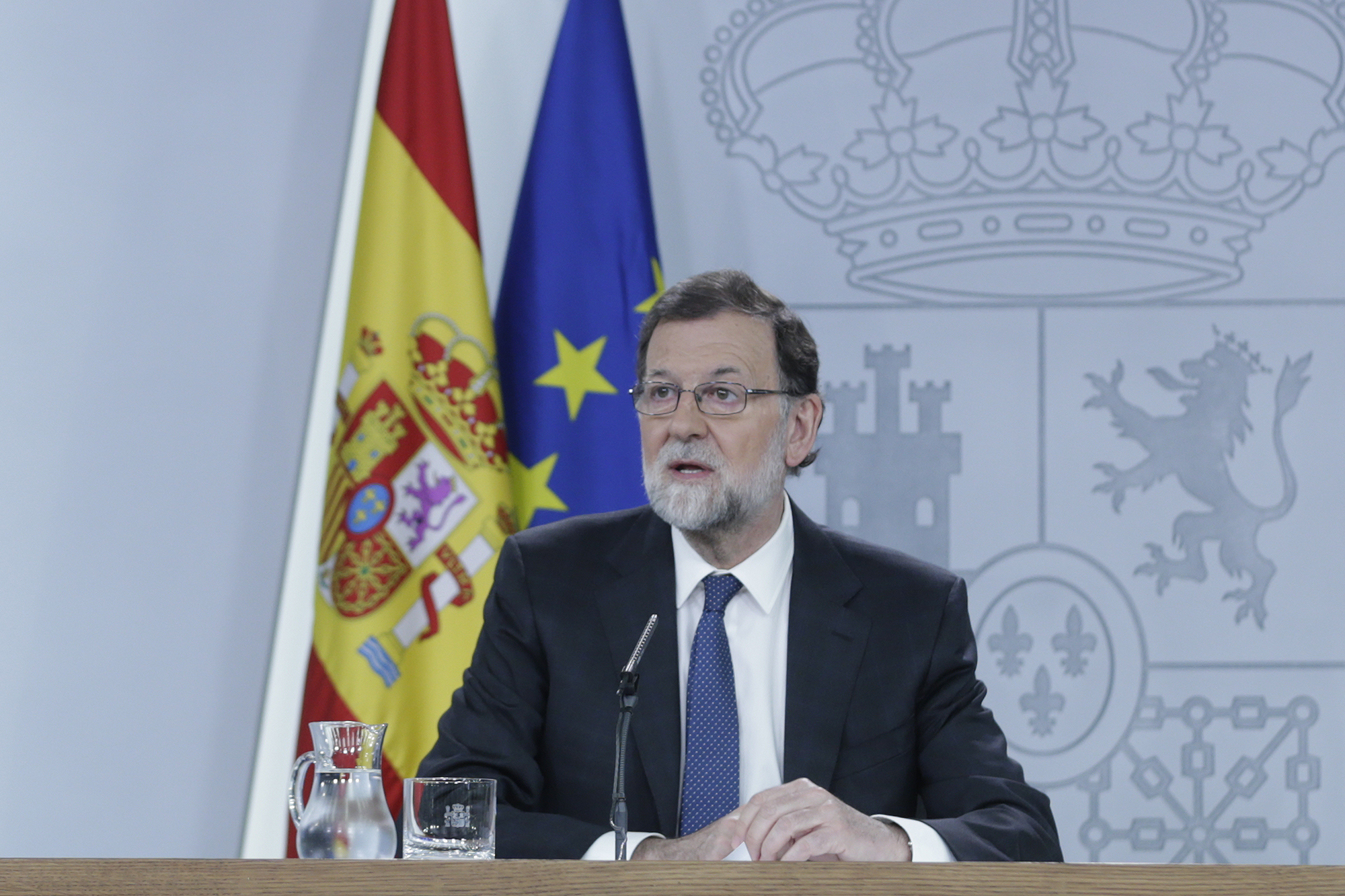
首相马里亚诺·拉霍伊於2018年5月25日在蒙克洛亞宮舉行的新聞發布會上評估當天較早時佩德羅·桑切斯提出的不信任動議。

在马里亚诺·拉霍伊及其內閣拒絕給出任何解釋或採取任何措施後，佩德羅·桑切斯在他最親密盟友的說服下，在5月24日法院裁決公佈後的數小時內提交不信任動議，以回應法院的裁決。根據憲法要求，西班牙工人社會黨指定桑切斯為首相候選人，桑切斯宣布，如果動議成功，他將致力於建立一個“過渡政府”，以確保國家的“管治”並在古特爾案判決和其他醜聞引發巨大政治危機後恢復“民主常態”，然後呼籲提前大選。联合我们能、承諾聯盟和新加那利立即宣布支持該動議，加泰罗尼亚共和左翼和加泰羅尼亞歐洲民主黨尚未做出決定，但如果該動議有真正的成功前景，則傾向於支持該動議。至於公民黨的立場，儘管該黨因裁決而撤回對拉霍伊內閣的支持，但並不支持不信任動議，而是要求拉霍伊解散國會並提前舉行大選。
政府和人民黨內部的消息人士承認，由於工社黨和聯合我們能以及外圍民族主義政黨的支持足以取得國會過半數支持，這意味著該動議可能有通過的機會。他們也承認失去對立法機關的控制，即使政府在不信任投票中倖存下來，也不排除在2018年下旬或2019年初提前舉行大選。據報拉霍伊對桑切斯的舉動“深感厭惡”，他在過去幾個月裏在加泰羅尼亞問題上逐漸信任桑切斯。他取消其首相日程，並在5月25日不信任動議宣布當天舉行新聞發布會，指責桑切斯“不惜一切代價尋求與任何人共同執政”，並且“缺乏提出[動議]的道德合法性”。
時任眾議院議長安娜·帕斯托尔·胡利安定於5月31日和6月1日，即不信任動議提出一周後，便進行進行辯論和投票，而前一年的不信任動議的辯論和投票则是在其提出三周後舉行。这被認為是故意阻止桑切斯获得足夠的時間來談判並取得所需的議員支持，從而使該動議失敗。最初，據報人民黨有信心在不信任投票中倖存下來，因為桑切斯在其黨內的領導地位存在爭議，他仍然受到2016年內部危機和2017年黨魁選舉的激烈競爭影響，並相信他們在巴斯克民族主义党獲得2018年預算批准後得到其決定性支持。由於桑切斯似乎不太可能獲得從左翼的巴斯克地区联合和我們能黨，以至中右翼的加泰羅尼亞歐洲民主黨和巴斯克民族主義黨的一個異質政黨團體的支持來確立其候選人資格，人民黨內部深信動議會失敗。
5月25日至30日期間工社黨舉行多次黨團會議和電話會議，該黨派出秘書長何塞·路易斯·阿瓦洛斯來調查其他黨派對不信任動議的立場。我們能黨承諾的支持該動議，他們自2017年的不信任動議以來就承諾支持由其他黨派提出的不信任動議，其領導人巴勃罗·伊格莱西亚斯·图里翁積極協助工社黨獲得其他政黨的支持。而公民黨因其不滿對桑切斯能夠當選首相的立場，該黨早已被放棄作為工社黨的潛在盟友。由於動議必須達到176票的門檻才能通過，即使計入所有潛在的盟友的票數，仍需得到巴斯克民族主義黨與的支持。而巴斯克民族主義黨陷入兩難局面：它剛剛協助拉霍伊批准其2018年預算，以換取巴斯克地區的經濟利益，但如果加泰隆尼亞民族主義政黨支持該動議，則該動議較大機會獲通過。它不希望被選為受醜聞纏身的拉霍伊政府的「救世主」，因為選民不會理解該決定。因此，加泰罗尼亚共和左翼和加泰羅尼亞歐洲民主黨的立場將主宰該動議的命運。
加泰羅尼亞共和左翼無條件支持該動議，因為他們對加泰隆尼亞實行直接統治，從而希望將拉霍伊和人民黨逐出政府；但加泰羅尼亞歐洲民主黨內部存在分歧，前任和現任加泰隆尼亞政府主席卡萊斯·普吉德蒙和奎姆·托拉均主張建立一個獨立的政黨聯盟並投下棄權票，若是如此該動議將會失敗。由加泰羅尼亞歐洲民主黨總協調員瑪塔·帕斯卡爾領導的較為溫和的部門，則支持拉霍伊下台，並敦促黨內的黨員投下支持票，從而能夠改變該黨的官方立場。為了向巴斯克民族主義黨施壓，工社黨同意提前大選，以此讓自己看起來像是在試圖拉攏公民黨，而我們能黨領導人巴勃罗·伊格莱西亚斯·图里翁則向公民黨領導人阿爾韋特·里維拉提議，在如果桑切斯的動議未能通過，那麼兩黨可以聯合簽署一項“工具性”譴責動議，其唯一目標是任命一名獨立候選人，然後由該候選人宣布提前大選，這一提議得到里維拉的支持。這產生出這樣的效果——公民黨未有預料到，如果巴斯克民族主義黨不支持桑切斯的動議，它就會被置於“失敗”的一方，無論如何都必須面對最終成功的動議和隨後提前大選的前景。到了5月29日，桑切斯已獲得我們能、承諾聯盟、加泰羅尼亞共和左翼、加泰羅尼亞歐洲民主黨、巴斯克地區聯合和新加那利的支持，這些組織都因共同反對拉霍伊政府而改變立場，這意味着桑切斯獲得175票：剛好是眾議院的半數，僅比投票通過所需的法定門檻176票少一票。

### 辯論及投票

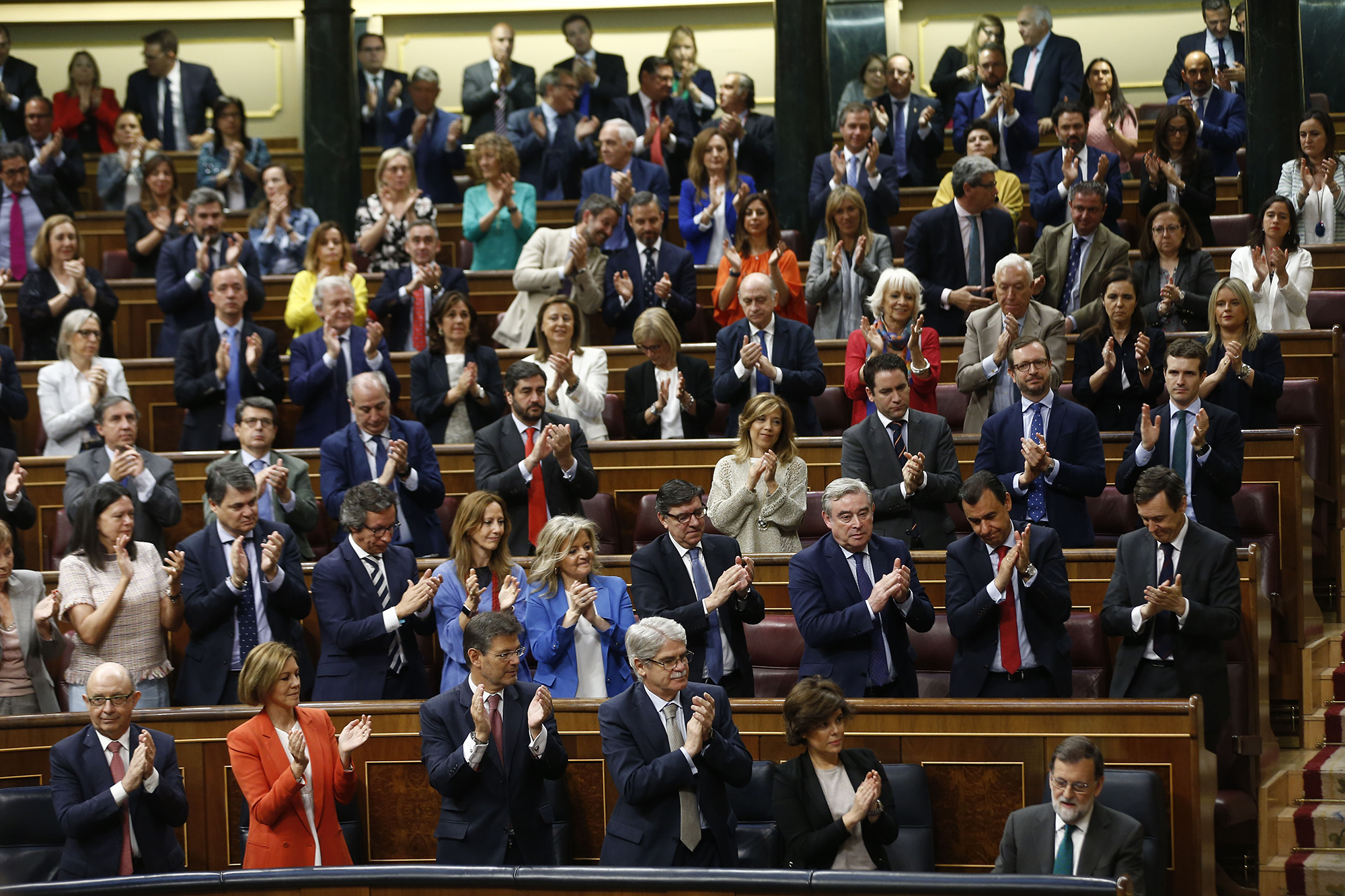
2018年5月31日，首相拉霍伊（坐在右下方）與眾議院黨團正就不信任動議進行辯論

面對被推翻的可能性，拉霍伊本人試圖親自說服巴斯克民族主義黨留在自己的一方，利用他與巴斯克商業聯合會（Confebask）的聯繫，以向巴斯克民族主義黨施壓，相信能夠對動議的最終決定施加某些影響。然而，由於工社黨和我們能黨共同合作，加上加泰羅尼亞共和左翼和加泰羅尼亞歐洲民主黨的支持，以及巴斯克民族主義黨堅信無法在政治上證明自己是準許拉霍伊繼續掌權的人，他們的領導人已經傾向支持桑切斯的動議。2018年5月31日，在建議他辭去首相職務的譴責投票失敗後，巴斯克民族主義黨不情願地支持該動議，這幾乎肯定拉霍伊會被趕下台。人民黨陷入一片震驚和混亂。在一周之內，該黨從2018年預算獲批後鬆一口氣，到突然面臨著可能是西班牙民主轉型以來首次獲通過的不信任投票。這將導致數百名黨員被趕離公職，迫使全黨反對和阻礙拉霍伊的有序連任計劃。
在5月31日的首部分辯論中，西班牙工人社會黨的何塞·路易斯·阿瓦洛斯對該動議進行答辯，隨後拉霍伊回應該答辯，之後是桑切斯的講話。拉霍伊為自己執政的六年多任期辯護，批評工社黨「放縱」自己的貪腐醜聞，並向所謂的經濟和政治偏見發出警告，在他看來，該動議的通過將為國家和人民帶來經濟和政治方面的偏見，故拒絕其辭去首相職務的提議（此舉可能會讓人民黨繼續掌權，但他本人卻無法繼續執政）。午餐時間，拉霍伊回到阿尔卡拉门附近的阿拉希（Arahy）餐廳，在確認巴斯克民族主義黨將支持該動議後，他將在那裡待到晚上，而不是返回國會參加第二部分的辯論。拉霍伊的缺席具有標誌性的意義。副首相索拉亚·萨恩斯·德圣玛丽亚將手提包放在首相空位上，但這無意地成為一種象徵。在這種情況下，各種媒體和政界人士均留意到拉霍伊的缺席，顯然該動議將會獲通過。伊格萊西亞斯評論道：「在不信任動議期間，首相的座位被一個手袋佔據，這是可恥的！」。翌日，拉霍伊在不信任投票前最後一次前往國會發言，表示「很榮幸成為西班牙首相」，並祝桑切斯在未來的職位上「一切好運」。
從不信任動議公佈到表決，媒體和政界都對拉霍伊辭職假說進行猜測。雖然拉霍伊公開拒絕辭職的想法，但他改變想法並非不可能，再加上動議確實有通過的機會，導致國王費利佩六世清空本週的日程安排，以便在需要簽署辭職或任命令的情況下仍能在萨苏埃拉宫聯繫到他。5月31日，在拉霍伊缺席議會第二部分辯論期間，國會大廳內傳出他即將辭職並由副手索拉亚·萨恩斯·德圣玛丽亚接替的謠言。人民黨秘書長兼國防部長玛丽亚·多洛雷斯·德科斯佩达尔被認為是在黨內和政府內現任副首相的最激烈政治對手，她在當天下午的新聞發布會上發表講話，公開平息有關拉霍伊即將辭職的任何謠言，她表示「拉霍伊不會辭職」，並說「因為這不會對西班牙和人民黨的整體利益有利」。
| 不信任動議 佩德羅·桑切斯（工社黨） | |              |
| 日期                               | 日期 | 2018年6月1日 |
| 所需票數                           | 所需票數 | 176票        |
|                                    | 支持 - • 西班牙工人社会党（84） - • 联合我们能—共同的我们能—在潮流中（67） - • 加泰罗尼亚共和左翼（9） - • 加泰羅尼亞歐洲民主黨（8） - • 巴斯克民族主义党（5） - • 承諾聯盟（4） - • 巴斯克地区联合（2） - • 新加那利（1） | 180 / 350    |
|                                    | 反對 - • 人民党（134） - • 公民党（32） - • 纳瓦拉人民联盟（2） - • 阿斯圖里亞斯論壇（1） | 169 / 350    |
|                                    | 棄權 - • 加那利聯盟（1） | 1 / 350      |
|                                    | 缺席 | 0 / 350      |
| 來源                               | |              |

2018年6月1日，不信任動議以180比169票獲通過。唯一的棄權票來自加那利聯盟，該聯盟最初承諾反對該動議，但在最後一刻改變立場。結果，拉霍伊需要向國王遞交辭呈，桑切斯則就任首相。

## 民意調查
在不信任投票前幾天和期間進行的民意調查顯示，該動議獲得大量支持。結果發現，工社黨和我們能黨的選民絕大多數支持這項舉措，而人民黨的選民則大多反對這項舉措。相較之下，公民黨的選民在這個問題上更常出現分歧，他們反對拉霍伊繼續領導政府，但並不支持桑切斯領導的新內閣。
| 訪問公司／專員          | 訪問日期          | 樣本數量 | 支持          | 反對              | 兩者皆不 | Question | 注釋  |      |      |        |      |       |
| ----------------------- | ----------------- | -------- | ------------- | ----------------- | -------- | -------- | ----- | ---- | ---- | ------ | ---- | ----- |
| 訪問公司／專員          | 訪問日期          | 樣本數量 | YouGov/先锋报 | 2018年5月29至31日 | 1,001    | Question | 注釋  | 58.0 | 26.0 | 不適用 | 17.0 | [ b ] |
| Invymark/laSexta        | 2018年5月28至29日 | ?        | 58.6          | 38.1              | 不適用   | 3.3      | [ c ] |      |      |        |      |       |
| IMOP/机密报             | 2018年5月25至27日 | 756      | 54.6          | 35.4              | 8.8      | 1.2      | [ d ] |      |      |        |      |       |
| ElectoPanel/Electomanía | 2018年5月24日     | 514      | 89.9          | 10.1              | 不適用   | 不適用   | [ e ] |      |      |        |      |       |

## 後續

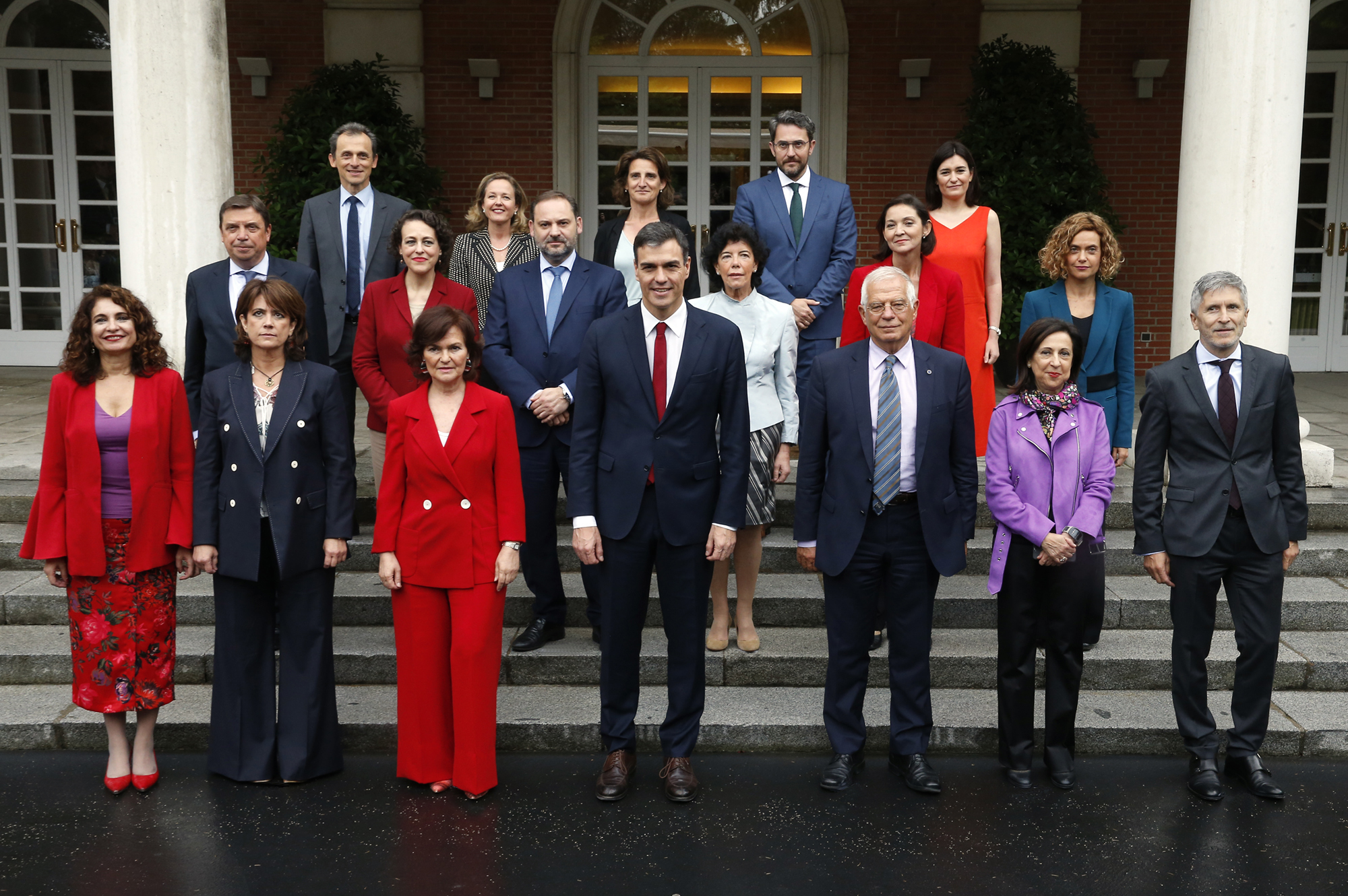
2018年6月8日佩德羅·桑切斯的第一次內閣照片

該動議獲通過——這是自1980年5月30日（剛好38年前）首個此類不信任投票以來西班牙首次獲通過的動議，拉霍伊和他的內閣需要下台。由於桑切斯自動被視為獲得議會信任，因此當天稍後他被正式任命為首相。拉霍伊隨後於6月5日宣布辭去人民黨黨魁職務並告別政壇，引發一場決定繼任人的領導人爭奪戰，而桑切斯將於兩天後的6月7日宣布他的新內閣。2018年7月21日，時任人民黨通訊部副秘書長、阿維拉選區代表巴勃羅·卡薩多取代德聖瑪麗亞當選為拉霍伊的繼任人並掌管人民黨。
多家媒體認為，拉霍伊和眾議院議長帕斯特選擇在提交不信任動議後立即投票具有決定性意義。此舉旨在透過限制談判時間來阻撓該動議，但結果卻導致反對黨被迫匆忙決定公開他們對投票的立場。沒有時間就綱領內容或政治讓步發生任何衝突或爭議（這可能發生在長時間的多黨談判中，並可能使該動議失敗）。與人民黨政府意見相左的政黨發現，他們普遍不想拉霍伊擔任首相，這是唯一的決定性因素，將投票變成一種關於接受還是反對拉霍伊的最後通牒，而不是考慮桑切斯的潛在候選人資格。這使得西班牙法律體系中被視為建設性的動議變成「破壞性」動議，從而加速拉霍伊及其內閣的倒台。
該獲通過的動議的對西班牙社會產生相當大的影響。在圍繞該動議的事件發生之前進行的民意調查中，工社黨的表現不佳，自2008年以來就未有贏得過全國大選。但之後在全國民意調查中排名第一，隨後更贏得2019年4月的大選以及2019年5月的市政、地方和歐洲議會選舉。相較之下，人民黨的支持率繼續大幅下滑，失望的選民轉向支持新近復興的極右派呼聲黨——在2018年12月地方選舉後呼聲黨出乎意料地進入安達盧西亞議會，這一趨勢進一步加劇。最終在2019年首次進入國家、歐洲和許多市政議會和地方議會。
投票結果和不信任動議本身也被視為對公民黨戰略前景的重大打擊，該黨從2018年上半年的大多數民調中領先，到被新首相不斷上升的支持率和媒體影響力所掩蓋。從那時起，公民黨領導人阿爾伯特·里維拉決定在古特爾案的判決公佈後立即撤回其政黨對拉霍伊政府的支持，據說這無意中促成桑切斯提出不信任動議。在2019年4月大選中短暫成功（他的政黨擊敗卡薩多的人民黨，但距離成為西班牙最大反對黨還差九席）後失去政治主動權，其政黨在2019年11月大選中崩潰後將被迫辭職並退出政壇。